# Patryk Biernacki
Patryk Biernacki (ur. 5 lutego 1996 w Łodzi) – polski piłkarz ręczny, rozgrywający, zawodnik Pogoni Szczecin.
Wychowanek ChKS-u Łódź. W barwach macierzystego klubu występował w II lidze, będąc w sezonach 2013/2014 i 2014/2015 jego najlepszym strzelcem.
W 2015 został zawodnikiem Pogoni Szczecin. W Superlidze zadebiutował 2 września 2015 w meczu z Vive Kielce (27:27), a pierwszą bramkę rzucił 9 września 2015 w spotkaniu z Gwardią Opole (27:22). Debiutancki sezon 2015/2016 w najwyższej klasie rozgrywkowej zakończył z 15 występami i 11 golami na koncie. Ponadto w sezonie 2015/2016 wystąpił w dwóch meczach Pucharu EHF (z węgierskim Csurgói KK), w których rzucił dwie bramki. W sezonie 2016/2017 był wypożyczony do niemieckiego czwartoligowego HSV Insel Usedom. W 2017 wrócił do Pogoni Szczecin. W sezonie 2017/2018 rozegrał w Superlidze 30 meczów i zdobył 85 goli. W sezonie 2018/2019, w którym przeszedł operację i pauzował przez kilka miesięcy, wystąpił w 14 spotkaniach i rzucił 30 bramek.
W 2015 uczestniczył w mistrzostwach świata U-19 w Rosji, podczas których rozegrał siedem meczów i zdobył osiem goli.
W 2018 uczestniczył w akademickich mistrzostwach świata w Chorwacji (8. miejsce).

## Statystyki
| ChKS Łódź                       | 2012/2013 | II liga   | 18 | 95  | 5,3 |
| ChKS Łódź                       | 2013/2014 | II liga   | 20 | 106 | 5,3 |
| ChKS Łódź                       | 2014/2015 | II liga   | 20 | 121 | 6,1 |
| ChKS Łódź                       | Razem     | Razem     | 58 | 322 | 5,6 |
| Pogoń Szczecin                  | 2015/2016 | Superliga | 15 | 11  | 0,7 |
| Pogoń Szczecin                  | 2017/2018 | Superliga | 30 | 85  | 2,8 |
| Pogoń Szczecin                  | 2018/2019 | Superliga | 14 | 30  | 2,1 |
| Pogoń Szczecin                  | Razem     | Razem     | 59 | 126 | 2,1 |
| Stan na koniec sezonu 2018/2019 |           |           |    |     |     |